# 万華鏡 (岩崎宏美の曲)
「万華鏡」（まんげきょう）は、1979年9月15日にリリースされた岩崎宏美の18枚目のシングル。

## 概要
第21回日本レコード大賞・金賞受賞曲。曲のリリース当時は、富士重工業（現・SUBARU）社製「スバル・レオーネ」のCMソングに採用されていたため、ダイハツ工業が主要スポンサーとして名を連ねていたフジテレビの『夜のヒットスタジオ』では、出演が見送られている。
曲のエンディング部分に、男性の低い声が収録されており、幽霊の声ではないかと話題を呼んだ。実際には、レコーディングのミックスダウン時に、NGテイクとなった男性コーラスの低音パートが上手く処理されず、そのままマスタリングされたことが原因とされている。
第30回NHK紅白歌合戦で本曲を歌唱披露した。

## 収録曲
- 両楽曲共に、作詞：三浦徳子／作曲・編曲：馬飼野康二

1. 万華鏡（4分43秒）
2. 泣きながら目覚めて（3分53秒）